# Сан Донато (Потенца)
Сан Донато (итал. San Donato) је насеље у Италији у округу Потенца, региону Базиликата.
Према процени из 2011. у насељу је живело 120 становника. Насеље се налази на надморској висини од 841 м.